# Саранное (озеро, остров Беринга)
Саранное — озеро на северо-востоке острова Беринга в Алеутском районе Камчатского края, Россия.
Озеро находится близ восточного берега острова в его северной части. Окружено кольцом сопок высотой до 155 м. Является самым крупным пресноводным озером острова Беринга, его площадь составляет около 31,6 км².
| Внешние изображения | Внешние изображения |
| ------------------- | --- |
|                     | Саранное озеро и вытекающая из него Саранная река. static.panoramio.com. Дата обращения: 25 декабря 2018. Архивировано из оригинала 10 октября 2016 года. |

С океаном озеро соединяет вытекающая из него Саранная река. Она впадает в небольшую Саранную бухту Берингова моря.
Современное название появилось в конце XIX века по съедобной траве сарана, обильно произрастающей вокруг водоёма. До этого имело название озеро Федосьи.